# 노팅엄 트렌트 대학교
노팅엄 트렌트 대학교(영어: Nottingham Trent University, NTU)는 잉글랜드 노팅엄에 위치한 공립 대학교이다. 영국에 존재하는 167개의 대학들 가운데 13번째로 큰 규모를 자랑한다.

## 역사
1843년 문을 연 노팅엄 국립 디자인 학교(Nottingham Government School of Design)에 그 기원을 둔다. 이후 노팅엄 지역에서 개교한 단과대학 및 일명 폴리테크닉(Polytechnic)이라 불리는 전문대학들이 1992년 합쳐져 지금의 노팅엄 트렌트 대학교가 탄생하였다.

## 캠퍼스
시티 캠퍼스(City Campus), 클리프턴 캠퍼스(Clifton Campus) 그리고 브랙켄허스트 캠퍼스(Brackenhurst)로 이루어져 있다.

## 학문적 성과

### 순위
1992년 이후 설립된 영국 내 대학들 중 가장 우수한 학교로 선정된 바 있다. 2020년 QS 세계 대학 순위에서 701-750위를 기록하였다. 가디언 지는 NTU를 영국 내 대학 중 12위로 평가하였다.
잉글랜드와 웨일스 지역에서 가장 높은 취업률을 보이는 대학 중 하나로 손꼽힌다. 94퍼센트의 학생들이 졸업으로부터 6개월 이내에 취직을 하거나 다음 단계의 교육을 이수한다.